# Washington Capitols 1949-1950
La stagione 1949-50 dei Washington Capitols fu la 1ª nella NBA per la franchigia.
I Washington Capitols arrivarono terzi nella Eastern Division con un record di 32-36. Nei play-off persero la semifinale di division con i New York Knicks (2-0).

## Roster
| N° | Naz.                   | Ruolo | Sportivo         | Anno | Alt. | Peso |
| -- | ---------------------- | ----- | ---------------- | ---- | ---- | ---- |
|    | Stati Uniti (bandiera) | A     | Johnny Norlander | 1921 | 191  | 82   |
| 10 | Stati Uniti (bandiera) | GA    | Bob Feerick      | 1920 | 191  | 86   |
| 11 | Stati Uniti (bandiera) | AC    | Chuck Gilmur     | 1922 | 193  | 102  |
| 12 | Stati Uniti (bandiera) | AC    | John Mandic      | 1919 | 193  | 93   |
| 13 | Stati Uniti (bandiera) | GA    | Dick O'Keefe     | 1923 | 188  | 84   |
| 14 | Stati Uniti (bandiera) | C     | Chick Halbert    | 1919 | 206  | 102  |
| 15 | Stati Uniti (bandiera) | AC    | Jack Nichols     | 1926 | 201  | 101  |
| 15 | Stati Uniti (bandiera) | C     | Don Otten        | 1921 | 208  | 109  |
| 17 | Stati Uniti (bandiera) | AC    | Bones McKinney   | 1919 | 198  | 84   |
| 20 | Stati Uniti (bandiera) | G     | Fred Scolari     | 1922 | 178  | 82   |
| 22 | Stati Uniti (bandiera) | A     | Hook Dillon      | 1924 | 191  | 82   |
| 22 | Stati Uniti (bandiera) | GA    | Dick Schulz      | 1917 | 188  | 87   |
| 23 | Stati Uniti (bandiera) | G     | Leo Katkaveck    | 1923 | 183  | 84   |
| 29 | Stati Uniti (bandiera) | GA    | Chick Reiser     | 1914 | 180  | 75   |

## Staff tecnico
Allenatore: Bob Feerick